# Omalophora oiwakeanus
Omalophora oiwakeanus är en insektsart som beskrevs av Matsumura 1942. Omalophora oiwakeanus ingår i släktet Omalophora och familjen spottstritar. Inga underarter finns listade i Catalogue of Life.